# 山形新聞
山形新聞（やまがたしんぶん）は、株式会社山形新聞社（やまがたしんぶんしゃ）が発行する、山形県の朝刊の地方新聞である。略称は山新（やましん）。

## 概要
1876年9月1日創刊。改題や他紙の吸収合併を経て、1904年に山形新聞に復題。1928年には従来の政友会山形県支部機関紙からの決別を宣言。新聞社として新たな歩みを始めた。1940年に戦時統制の一県一紙統制に則り、「山形民報」「米澤新聞」「酒田毎日」「荘内日報」など10紙を統合。加えて、1945年4月の持ち分合同・抱合に当たっては朝日新聞社と提携を結んだ。
戦後は社長の服部敬雄によって形成された山形新聞・山形交通グループにおける中核企業として、県内において大きな影響力を行使していた。
1979年には山新式超高速度多色オフセット印刷輪転機を使用した連日カラー印刷を開始したほか、1986年には富士通と共同開発した電算編集システム（CTS）に新聞製作を完全に移行した。1992年5月に酒田市山居町に山新放送庄内会館が竣工した際には庄内制作センターも稼働し、山形市の本社で制作した紙面をデジタル回線による高速ファクシミリ送受信機で受信した上で、輪転機によって本社と同時印刷を開始した。
県域紙で2か所に印刷拠点を置く新聞社は僅少であったが、大雪などの交通障害で内陸（山形市）から庄内各地への新聞輸送が出来なくなることを防ぐこと、また万が一災害が発生した場合には相互補完をすることなどを目的に複数の印刷拠点を設けていた。だが、輪転機を複数持つことによる管理コストの問題や、県内の道路網整備によって、大雪などでも「山形道 - 国道112号ルート」と新庄まわりの「国道13号（東北中央道） - 国道47号ルート」の2本が確保できるようになった。こうしたことから、1998年12月から新設した山形市の立谷川工業団地内の制作センターにおいて、県内全域向けの新聞印刷を手掛ける体制に移行した。なお、山形新聞社は同センターが老朽化したため、程近い天童市荒谷西工業団地内に新印刷センターの建設を着手。2019年12月21日に竣工式を行った。2020年元旦号の分冊を印刷し、1月12日から本格稼働した。
県内全域に専売店のネットワークを擁していることから（郊外では他紙配達の委託を受けている場合がある）、他紙に比べて新聞休刊日の設定が少ない年がある。過去には2000年問題対策の一環として、同年1月2日に新聞を発行したことがある。
2009年から、山形県外の読者向けとして、紙面データをパソコン上で読むことができる山形新聞「お届け電子版」の有料配信を開始した。また、2014年12月からは東京・銀座の山形県アンテナショップ「おいしい山形プラザ」で当日付の山形新聞を即売している。
地元放送局である山形放送（YBC）との結びつきが強く、本社や一部支社の社屋を共有しており、定時のテレビ・ラジオニュースの配信だけでなく、平日連日YBCテレビで「YBC社説放送」を放送している。また、エフエム山形でも月曜日から金曜日の1日3回「山形新聞ニュース」としてニュースを配信している。このほか紙面には高校受験対策として「実力養成・中学生講座」が設けられ、YBCラジオで解説放送を行っている。
かつては山形新聞社、YBC、山形テレビ（YTS）とあわせて「地元マスコミ三社」と称し、共同事業などを盛んに行っていたが、2007年6月にYTSが山新グループを脱退したため、地元マスコミ三社なる言葉を紙面で目にすることもなくなった。なお、県内最後の民間放送局であるさくらんぼテレビジョン（SAY）は、山形新聞社との資本関係はないが、サービス放送の段階から事前告知の上で紙面に番組表を掲載したほか、開局時には別刷り特集を発行する対応がみられた。

## 沿革
- 1876年9月1日 - 鳴時社から創刊。
- 1906年 - 「日刊やまがた」を吸収合併。
- 1911年 - 5月の山形市大火で社屋全焼。12月、七日町に新社屋完成。
- 1928年 - 政友会の機関紙的存在からの離脱宣言。
- 1943年 - 米澤新聞を最後に各新聞社を合併、一県一地方紙の山形新聞となる。
- 1950年 - 夕刊山形新聞を統合し、朝夕刊体制に移行。
- 1955年 - 山形県縦断駅伝競走大会の第1回大会を開催。
- 1960年 - 旅篭町の山形新聞放送会館へ移転。
- 1976年9月1日 - 創刊100周年。
- 1977年 - 山形中央図書館創設で日本新聞協会賞受賞（経営・業務部門）。
- 1979年 - 全国初の連日カラー新聞を発行。
- 1980年 - 財団法人情報社会学研究所を設立。
- 1986年 - 新聞制作をコンピュータ編集システムに完全移行。
- 1989年 - 米コロラド州のロッキー・マウンテン・ニューズ社との姉妹新聞提携。
- 1999年 - ホームページ開設。
- 2001年 - iモードなど携帯電話3社による情報提供開始。
- 2006年9月1日 - 創刊130周年。
- 2007年 - 山形メディアタワー全面完成。
- 2008年6月26日 - 週間テレビガイド「山新てれナビ」発行開始。
- 2010年4月1日 - 毎日新聞社が58年ぶりに共同通信社に再加盟し、共同通信に加盟する山形新聞社が新たに毎日新聞社と配信契約を締結。同社の取材網のない地域に関する記事配信を開始[8][9]。
- 2011年7月31日 - この日を以って夕刊を廃止し、翌日より朝刊に統合[10]。
- 2015年10月1日 - 新ロゴマークが紙面掲載される。
- 2016年9月1日 - 創刊140年を迎える[11]。
- 2017年
  - 1月 - クラウドファンディングである山形サポートを開始[12]。
  - 10月 - フリーペーパー「imatto」を創刊（2019年3月28日号で休刊）。
- 2020年1月1日 - 朝刊の月極め購読料を3,394円から3,700円に、1部売りを150円から160円に改定。
- 2023年11月16日 - 朝刊の社告で12月1日より月極め購読料を3,700円から4,200円に、1部売りを160円から180円に値上げすると発表した[13]。
- 2024年11月16日 - 2025年の休刊日を従来の12回から3回増やし計15回にすることを発表。月ぎめ購読料（4200円・税込）は据え置き。[14]

## 歴代社長
| 代 | 氏名       | 期間                   |
| -- | ---------- | ---------------------- |
| 1  | 服部敬吉   | 1926年4月 - 1945年12月 |
| 2  | 服部敬雄   | 1945年12月 - 1991年3月 |
| 3  | 岡崎恭一   | 1991年3月 - 1993年6月  |
| 4  | 相馬健一   | 1993年6月 - 2005年6月  |
| 5  | 黒澤洋介   | 2005年6月 - 2012年6月  |
| 6  | 寒河江浩二 | 2012年6月 - 2023年6月  |
| 7  | 佐藤秀之   | 2023年6月 -            |

## 本社・支社
※本社及び一部の支社（または総支社）は山形新聞社・山形放送とともに事業を兼務する。
- 本社／山形市旅篭町2-5-12 山形メディアタワー
- 東京支社／東京都中央区銀座6-13-16 ヒューリック銀座ウォールビル
- 大阪支社／大阪市中央区中之島3-3-23 中之島ダイビル
- 仙台支社／仙台市青葉区大町1-4-1 明治安田生命仙台ビル
- 酒田支社（庄内総支社）／酒田市山居町1-5-21（山新放送庄内会館）
- 鶴岡支社／鶴岡市本町3-7-52
- 新庄支社（最北総支社）／新庄市沖の町7-27
- 尾花沢支社／尾花沢市新町1-16-12
- 村山支社／村山市駅西7-24
- 東根支社／東根市中央4-1-25
- 天童支社／天童市久野本3-19-21
- 寒河江支社／寒河江市西根北町1-12
- 上山支社／上山市石崎1-4-24
- 米沢支社（置賜総支社）／米沢市丸の内1-1-11
- 長井支社／長井市東町7-25
- 南陽支社／南陽市赤湯207-3

## 紙面

### テレビ・ラジオ面
- 2010年2月末まで朝・夕刊共にテレビ・ラジオ面は中面にあり、朝刊は抜き取りが出来る様になっていた。朝刊テレビ・ラジオ欄の中面移行は1997年4月1日（さくらんぼテレビの本放送開始と同時）。朝刊のみテレビ番組表の欄外（NHK教育の右下）に各局の電話番号がまとめて収録していた。
- 2000年12月の衛星デジタル放送開始前は、朝刊のラジオ欄が大サイズとなっており、その面に内陸向けでは宮城県、庄内向けでは新潟県の民放テレビ局番組表がハーフサイズで掲載されていた。
- 2010年3月から、地上波テレビ放送とBS1、BSプレミアムについては終面に、その他の衛星放送とラジオ放送、および県内放送局電話番号は中面の第2テレビ・ラジオ欄に掲載されている。2011年7月末で朝刊に統合された夕刊については、地上波テレビ放送、ラジオ放送、衛星放送とも中面に掲載されていた。なお、休刊日前日の朝刊には2日分が取り出せる形で掲載される場合がある。
- かつて夕刊があった時代は、当初は山形市内版のみ（のち県内全域）番組欄が掲載されていた。
- 2011年3月16日から同年4月6日まで東日本大震災による特別紙面のため、中面に掲載された。

### 地域面
- 山形新聞では、地域実情に合わせて4つの地域面を組んでいる。かつては、配布地域によって紙面の差し替えを行っていたが、現在はすべての地域面を全地域で読むことができる。
- 山形広域版…東南村山地域（山形市・上山市・天童市・東村山郡）かつて（昭和50年前後まで）は前項通り夕刊も別紙面だった。
- 置賜版…置賜地方（米沢市・長井市・南陽市・東置賜郡・西置賜郡）
- 内陸版…西村山地域・北村山地域・最上地方（新庄市・寒河江市・村山市・東根市・尾花沢市・西村山郡・北村山郡・最上郡）
- 庄内版…庄内地方（鶴岡市・酒田市・飽海郡・東田川郡）
  - 村山地方に限っては地域実情や人口構成を考慮したうえで、山形広域版と内陸版に分割されている。

### 電子版
- 新聞紙面イメージを、発行当日午前5時からパソコンディスプレイ上で閲覧することができる。必要に応じてプリントアウトすることもできる。ただし、紙面広告部分はマスキング（全面広告ページは非掲載）。
- 山形県以外の在住・在勤者のみ利用可。なおかつブロードバンドに対応し、インターネット接続環境があり、オペレーティングシステムがWindows XP、Windows Vista、Windows 7、Windows 8、8.1、Windows 10であること、という限定された環境が次の専用閲覧ソフトのために必要。申し込んで（3か月、6か月、1年の3コース。前払い）入金が確認され次第、専用閲覧ソフトが郵送される。

## 山新グループ

### グループ企業
| 社名                 | 設立                            | 資本金（円） | 代表者                                            | 従業員数（名） |
| -------------------- | ------------------------------- | ------------ | ------------------------------------------------- | -------------- |
| 山形新聞社           | 創刊：1876年9月 設立：1922年6月 | 1億5,000万   | 代表取締役会長 寒河江浩二 代表取締役社長 佐藤秀之 | 200            |
| 山形放送             | 1953年10月                      | 3億9,800万   | 代表取締役社長 板垣正義                           | 172            |
| 山新観光             | 1961年11月                      | 1億6,000万   | 代表取締役社長 国井富彦                           | 46             |
| YCC情報システム      | 1966年11月                      | 6,000万      | 代表取締役会長 寒河江浩二 代表取締役社長 伊藤秀美 | 220            |
| 山新建装             | 1968年9月                       | 3,756万      | 代表取締役会長 寒河江浩二 代表取締役社長 佐藤裕司 | 32             |
| 山新オフセット       | 1978年7月                       | 1億          |                                                   |                |
| 富士電子             | 1984年2月                       | 1億          | 代表取締役社長 高橋雅之                           | 120            |
| 東北映音             | 1988年6月                       | 2,450万      | 代表取締役会長 寒河江浩二 代表取締役社長 山内正俊 | 39             |
| 山形アドビューロ     | 1988年11月                      | 5,000万      | 代表取締役会長 寒河江浩二 代表取締役社長 本田孝三 | 27             |
| 山新広告社           | 1995年9月                       | 2,000万      | 代表取締役社長 寒河江浩二                         | 11             |
| 山新販売             | 1997年4月                       | 2,000万      | 代表取締役会長 寒河江浩二 代表取締役社長 大友洋志 | 68             |
| YCCデータサービス    | 2005年4月                       | 1,000万      | 代表取締役会長 寒河江浩二 代表取締役社長 伊藤秀美 | 25             |
| 山新メディアサポート | 2006年3月                       |              |                                                   |                |
| 山新エステート       |                                 |              |                                                   |                |

### グループ団体
| 団体名                         | 代表者                          | 備考                                                                          |
| ------------------------------ | ------------------------------- | ----------------------------------------------------------------------------- |
| 公益財団法人山形美術館         | 代表理事 寒河江浩二 館長 菅野滋 |                                                                               |
| 公益社団法人山形交響楽協会     | 理事長 園部稔                   | 山形交響楽団の運営法人                                                        |
| 最上義光歴史館                 |                                 | 山形新聞が建設を提唱 山形市が建設し公益財団法人山形市文化振興事業団が管理運営 |
| 山新芸術協会                   |                                 |                                                                               |
| 公益財団法人山形県勢懇話会     |                                 |                                                                               |
| 公益財団法人山新放送愛の事業団 |                                 |                                                                               |

## 備考
マスメディア集中排除原則
2005年1月、総務省は読売新聞の日本テレビ株名義問題を受け、放送事業者への出資状況に関する点検結果を公表した。この報告で山形新聞社がこれら関連放送局社の株式を、総務省令持ち株制限の10%を超えて保有していることが判明し問題となった。